# Metro de Singapur
El Metro de Singapur o Mass Rapid Transit (MPT; xinès simplificat: 新加坡地铁; malai: Sistem Pengangkutan Gerak Cepat; tàmil: சிங்கை துரிதக் கடவு ரயில்) és un sistema de transport ràpid, el principal del sistema ferroviari de Singapur, que arriba a molts llocs de la ciutat estat. La primera secció de l'MRT, entre l'estació Yio Chu Kang i Toa Payoh, va ser inaugurada el 1987, quedant com el segon metro més antic del Sud-est Asiàtic; en primer lloc es troba el metro LRT de Manila. El metro ha crescut ràpidament amb la finalitat de desenvolupar una xarxa ferroviària com a principal eix de transport públic a Singapur, que compta amb una mitjana diària de 3,38 milions de passatgers el 2019, comparat amb el que mou la xarxa d'autobusos, amb 4,09 milions en el mateix període.
L'MRT té 149 estacions amb 199,6 quilòmetres de línies i opera en ample de via normal. Les línies ferroviàries les ha construït l'Autoritat de Transport Terrestre, un departament del Govern de Singapur, que va assignar a les empreses Corporation i SBS Transit per operar el sistema. Aquests operadors també tenen serveis de taxi i autobús, de manera que hi ha una plena integració dels serveis de transport públic.

## Línies actuals
| Línia (Operador)             | Primera secció operativa | Estacions | Longitud (km) | Terminals                | Terminals                                     | Deposit al llarg de la línia  |
| ---------------------------- | ------------------------ | --------- | ------------- | ------------------------ | --------------------------------------------- | ----------------------------- |
| Línia Nord Sud (SMRT Trains) | 7 de novembre de 1987    | 26        | 45            | Jurong East MRT Station  | Marina South Pier MRT Station                 | Bishan Depot                  |
| Línia Est Oest (SMRT Trains) | 12 de desembre de 1987   | 33        | 57.2          | Pasir Ris MRT Station    | Tuas Link MRT Station                         | Ulu Pandan Depot Changi Depot |
| Línia Est Oest (SMRT Trains) | 10 de gener de 2001      | 3         | 57.2          | Tanah Merah MRT Station  | Aeroport Internacional de Singapur            | Ulu Pandan Depot Changi Depot |
| Línia Est Nord (SBS Transit) | 20 de juny de 2003       | 16        | 20            | HarbourFront MRT Station | Punggol MRT Station                           | Sengkang Depot                |
| Circle Line (SMRT Trains)    | 28 de maig de 2009       | 30        | 35.5          | HarbourFront MRT Station | Dhoby Ghaut MRT Station Marina Bay MRT Staion | Kim Chuan Depot               |
| Downtown Line (SBS Transit)  | 22 de desembre de 2013   | 34        | 41.9          | Bukit Panjang            | Expo                                          | Gali Batu                     |